# St. Petrus (Warstein)

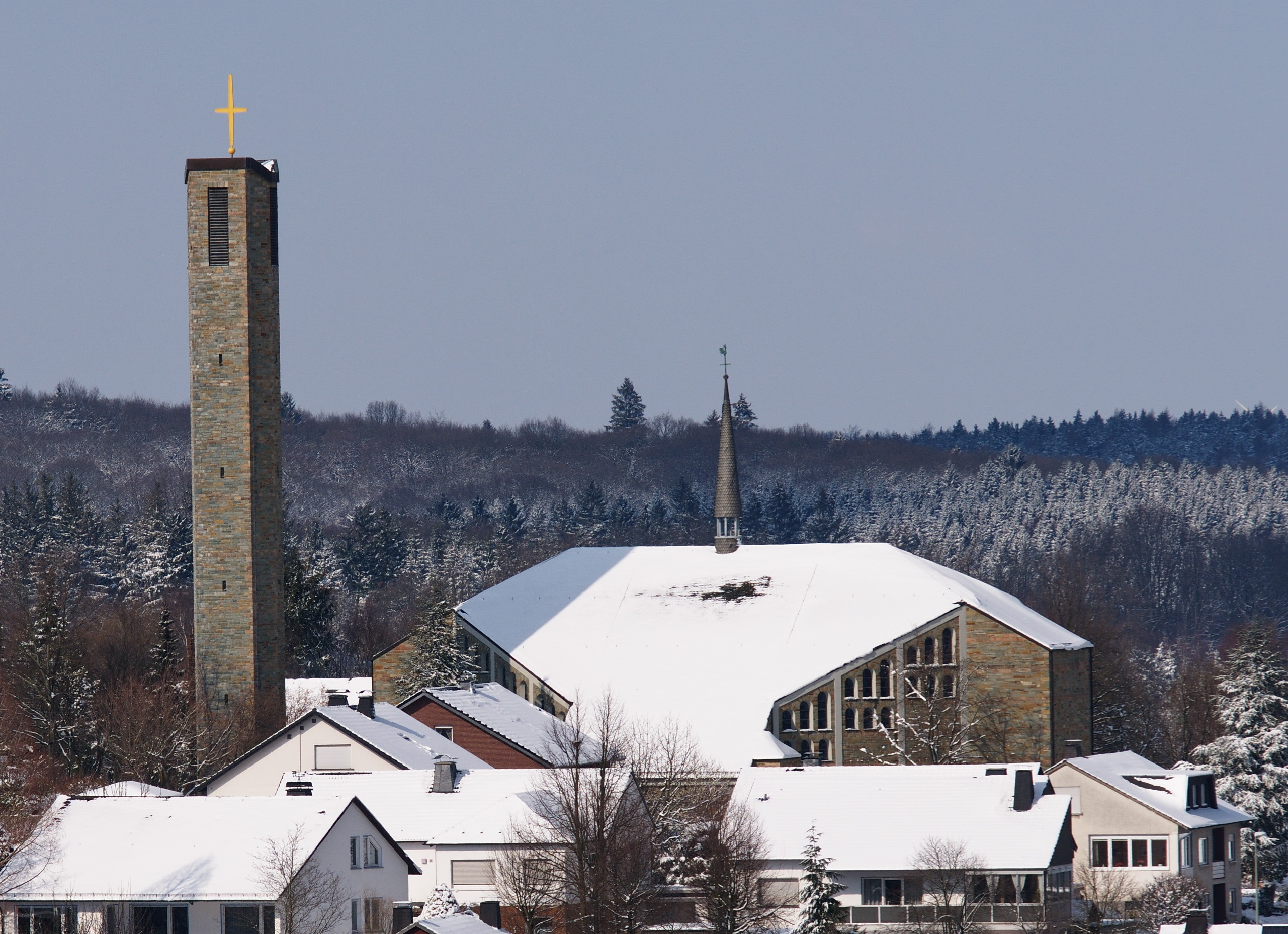
St. Petrus

St. Petrus ist ein römisch-katholisches Kirchengebäude in Warstein in Nordrhein-Westfalen. Sie wurde nach Entwürfen von Heinrich Stiegemann errichtet. Die Kirche gehört zum Pastoralen Raum Warstein im Erzbistum Paderborn.

## Geschichte
Die Geburtsstunde der St.-Petrus-Kirche liegt im Jahr 1964, als Erzbischof Lorenz Jaeger die St.-Pankratius-Pfarrgemeinde besuchte. Aufgrund des starken Bevölkerungswachstums wurden zwei weitere Kirchen angeordnet, eine auf dem Schorenberg und eine im Süden in „Altenwarstein“. Die Planung begann sofort, und die Kirche im Norden hatte Vorrang. Die Kirche in „Altenwarstein“ wurde nie gebaut. Die Petruskirche entstand ab 1966 auf ehemaligem „Kartoffelland“. Obwohl die Bevölkerungszahlen nicht so hoch stiegen wie erwartet, wurde die St.-Petrus-Kirche 1968 fertiggestellt und von Kardinal Jaeger mit dem Patrozinium des Apostels Petrus geweiht.

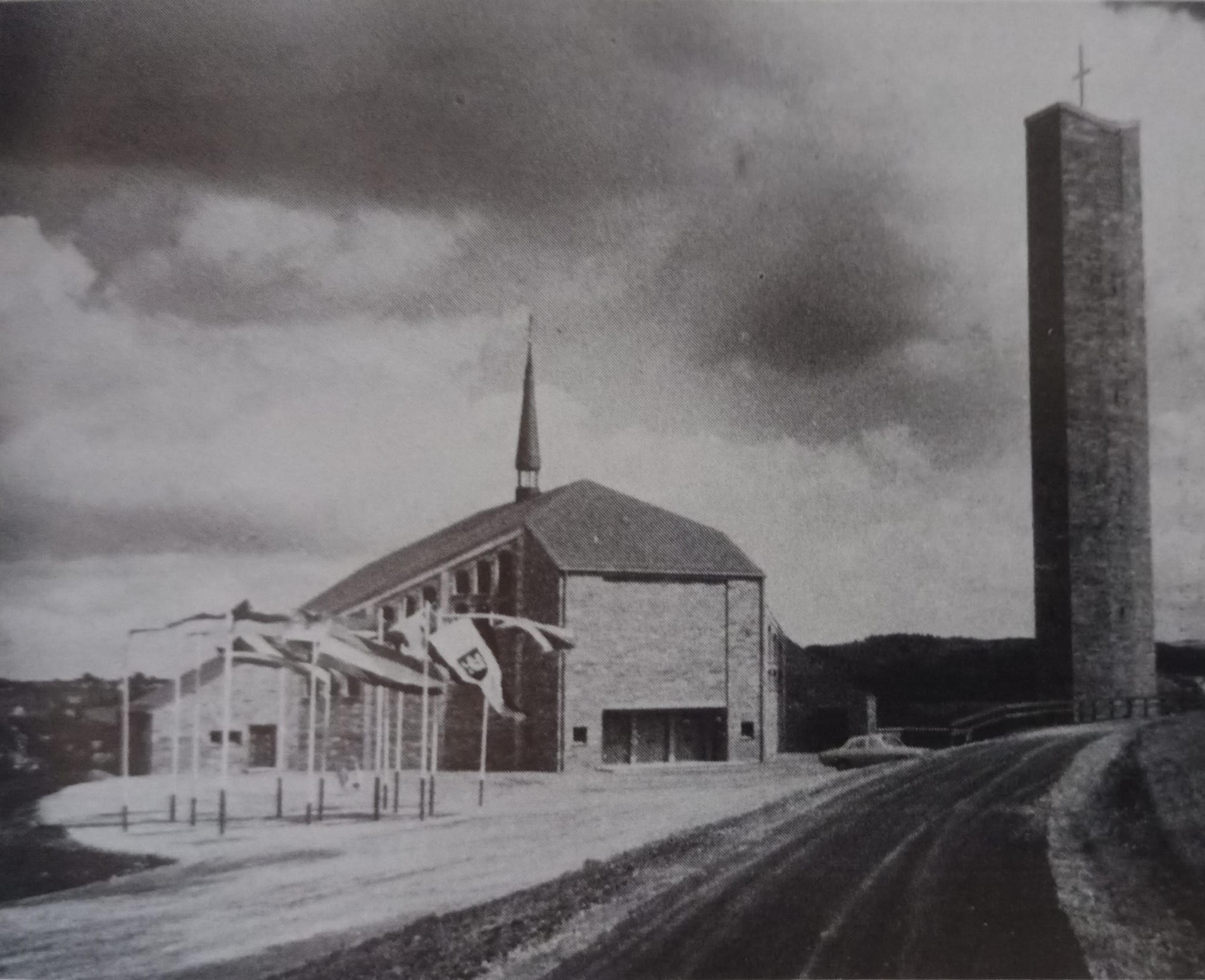
Die neugebaute Petruskirche am Tag der Konsekration 1968

## Bauwerk
Die Petruskirche entspricht dem Kirchenbild und den liturgischen Vorgaben des Zweiten Vatikanischen Konzils. Der Natursteinbau mit Betonbändern erinnert durch die weit heruntergezogenen Dachschrägen der Nord- und Südseite an ein Zelt. Der Grundriss ist quadratisch, wobei aus den vier Ecken rechteckige Gebäudeteile wie kurze breite Kreuzarme herausragen. Von diesen dient der östliche als Altarraum, der westliche als Eingangsbereich. Zweireihig angeordnete Rundbogenfenster wecken romanische Assoziationen. Der im Südwesten freistehende Turm wurde aus Kosten- und Proportionsgründen auf 40 Meter statt der geplanten 47 Meter reduziert. 
Die schlichte Innenausstattung wurde über Jahrzehnte vervollständigt. Die Orgel stammt von 1987.
Im Jahr 2001 wurden vier große Glocken hinzugefügt, finanziert durch Spenden. Die Krypta unterhalb der Kirche wurde 2007 renoviert und dient als Gebetsraum für verschiedene Aktivitäten.

## Glocken
Das Geläut stammt von der Glockengießerei Hans-August Mark (Eifel) und wurde 2001 gegossen.
| Name                         | Höhe und Durchmesser (cm) | Gewicht (kg) | Schlagton |
| ---------------------------- | ------------------------- | ------------ | --------- |
| St.-Petrus-Glocke            | 126                       | 1300         | es′+9     |
| St.-Paulus-Glocke            | 97                        | 630          | as′+9     |
| Marien-Glocke                | 86                        | 430          | b′+9      |
| Papst-Johannes-XXIII.-Glocke | 75                        | 320          | des″+11   |